# Vòmer
El vòmer és un os quadrilàter, laminar, que constitueix el septe de les fosses nasals.